# Rejon tarnopolski (do 2020)
Rejon tarnopolski – były rejon obwodu tarnopolskiego Ukrainy.
Został utworzony w 1966 r., jego powierzchnia wynosiła 749 km², a ludność rejonu liczyła 60 800 osób.
Na terenie rejonu znajdowały się 2 osiedlowe rady i 38 silskich rad, obejmujących w sumie 56 miejscowości. Siedzibą władz rejonowych był Tarnopol. Rejon został zlikwidowany 17 lipca 2020 w związku z reformą podziału administracyjnego Ukrainy na rejony.

## Miejscowości rejonu
- Angelówka (Ангелівка)
- Bajkowce (Байківці)
- Baworów (Баворів)
- Berezowica Wielka (Велика Березовиця)
- Biała (Біла)
- Białoskórka (Білоскірка)
- Borki Wielkie (Великі Бірки)
- Bucniów (Буцнів)
- Chatki (Хатки)
- Chodaczków Mały (Мали́й Хода́чків)
- Czernielów Mazowiecki (Соборне)
- Czernielów Ruski (Чернелів-Руський)
- Czystyłów (Чистилів)
- Dołżanka (Довжанка)
- Domamorycz (Домаморич)
- Draganówka (Драганівка)
- Dubowce (Дубівці)
- Dyczków (Дичків)
- Gaj Hreczynski (Гаї-Гречинські)
- Gaj Szewczenkiwski (Гаї-Шевченківські)
- Gaje Wielkie (Великі Гаї)
- Grabowiec (Грабовець)
- Hłuboczek Wielki (Великий Глибочок)
- Ihrowica (Ігровиця)
- Iwaczów Dolny (Івачів Долішній)
- Iwaczów Górny (Івачів Горішній)
- Janówka (Підгородне)
- Józefówka (Йосипівка)
- Kipiaczka (Кип'ячка)
- Konstantynówka (Костянтинівка)
- Kozówka (Козівка)
- Krasówka (Красівка)
- Kurniki Szlachcinieckie (Курники)
- Łozowa (Лозова)
- Łuczka (Лучка)
- Łuka Wielka (Велика Лука)
- Marjanka (Мар'янівка)
- Myrolubiwka (Миролюбівка)
- Myszkowice (Мишковичі)
- Nastasów (Настасів)
- Ostrów (Острів)
- Petryków (Петриків)
- Płotycz (Плотича)
- Poczapińce (Почапинці)
- Proszowa (Прошова)
- Romanówka (Романівка)
- Seredynki (Серединки)
- Skomorochy (Скоморохи)
- Smolanka (Смолянка)
- Smykowce (Смиківці)
- Stechnikowce (Стегниківці)
- Strusów (Струсів)
- Stupki (Ступки)
- Szlachcińce (Шляхтинці)
- Teofilówka (Теофілівка)
- Toustoług (Товстолуг)
- Zabojki (Забойки)
- Zagrobela część (Велика Березовиця)
- Zastawie (Застав'є)
- Zaścianka (Застінка)